# Scapodasys flavoapicalis
Scapodasys flavoapicalis är en skalbaggsart som beskrevs av Stefan von Breuning 1970. Scapodasys flavoapicalis ingår i släktet Scapodasys och familjen långhorningar. Inga underarter finns listade i Catalogue of Life.